# Дюлгеров, Николай
Никола́й Дю́лгеров (болг. Николай Дюлгеров / Nikolay Dyulgerov / Nikolay Diulgheroff; 20 декабря 1901[…], Кюстендил, Княжество Болгария — 9 июня 1982[…], Турин) — болгарский и итальянский художник, дизайнер, архитектор. Жил в Италии; его работы — заметный вклад в наследие «Второго футуризма» (итал. il secondo futurismo).

## Жизнь и творчество
Родился в семье печатника. В 1920—1921 годах учился в Технологическом университете (прикладных искусств) в Вене, а в 1922 — в Дрездене, а в 1923 году поступил студентом в первоначальный, веймарский баухауз, где близко сходится с преподавателем цветоведения, швейцарским экспрессионистом Йоханнесом Иттеном. В годы обучения в Германии Николай Дюлгеров экспонирует свои работы в Берлине и в Дрездене. В 1924 году прошла его персональная выставка в столице Болгарии, Софии.
В 1926 году Дюлгеров приезжает в итальянский Турин, где в течение 6 лет учится на факультете архитектуры Академии Альбертина. Здесь, благодаря знакомству с художниками-футуристами, его конструктивистский опыт, обретённый в баухаузе переплавляется в свете динамики позднего футуризма. 1920—30-х годы были очень плодотворными для художника; тогда были созданы самые новаторские во всей его творческой карьере вещи. Некоторые из них экспонируются в Galleria Nazionale d’Arte Moderna в Риме В те же годы Николай Дюлгеров участвовал в наиболее представительных выставках футуристов, проходивших в Турине, Лейпциге, Париже, Барселоне, Мантуе и Венеции.
Николай Дюлгеров умер 9 июня 1982 года в Турине, в городе, в котором он прожил 56 лет. До самой смерти оставался активным творческим художником. Жители Турина присвоили художнику звание «почётного гражданина». Итальянский искусствовед Энрико Криспольти назвал его самым значительным художником Турина в межвоенный период.